# The Ultra Zone
The Ultra Zone é o oitavo álbum de estúdio do guitarrista virtuoso estadunidense Steve Vai. Lançado em 1999 com o selo Epic Music, o álbum contém dois tributos a dois outros guitarristas: Jibboom é uma homenagem a Stevie Ray Vaughan e Frank remete a Frank Zappa, em cuja banda Steve Vai iniciou sua carreira. A faixa "Asian Sky" conta com a participação especial do vocalista Koshi Inaba e do guitarrista Tak Matsumoto, ambos membros da banda japonesa de hard rock B'z.

## O Álbum
Sobre o nome do álbum, em entrevista à revista Guitar World Magazine, Vai disse o seguinte:
Estruturalmente, The Ultra Zone é semelhante ao Fire Garden (o álbum de estúdio anterior a esse), em que a primeira metade do álbum consiste principalmente de faixas instrumentais, e a segunda metade principalmente de canções com vocais; no entanto, ao contrário do Fire Garden, The Ultra Zone não é formalmente dividido em duas "fases".

### Críticas
| Críticas profissionais | Críticas profissionais |
| Avaliações da crítica  | Avaliações da crítica  |
| Fonte                  | Avaliação              |
| ---------------------- | ---------------------- |
| All Music Guide        | [ 2 ]                  |

O site All Music Guide deu uma nota 4 de 5, dizendo tratar-se de "uma exibição de talento em 6 cordas".
Já a revista Guitar World Magazine elaborou o seguinte texto sobre o álbum: "Tão eclético como sempre, Vai lançou um esforço de amplo alcance que vai da caprichosa "Lucky Charms" à devastadoramente pesada "Oooo ...", da serenidade de "Windows to the Soul" ao estridente tributo a Stevie Ray Vaughan em "Jibboom". (...) Embora The Ultra Zone apresente Vai cantando em várias músicas e trocando solos em  Asian Sky "com o guitarrista do B'z Tak Matsumoto, o álbum é dominado pelo estilo de tocar guitarra sobrenatural e experimentação sonora que rendeu a Vai seu status como um dos instrumentistas mais inovadores do rock".

### Guitarras e amplificadores utilizados
Para este álbum, Vai utilizou um amplificador Legacy que ele ajudou a elaborar junto a empresa Carvin. Sobre o captador utilizado, Vai disse seguinte:
Destaca-se neste álbum também uma guitarra chamada "Ultra Guitar", que aparece na capa do álbum. Seu design da guitarra é baseado na ilustração de Aaron Brown para a capa deste álbum, que retrata um "Steve alienígena" tocando uma guitarra de aparência futurista. A guitarra foi projetada por Alistair Hay da Irlanda. 
Uma outro instrumento curioso utilizado neste álbum é uma guitarra em formato de coração na música "Fever Dream" (no álbum, a guitarra é creditada como "Triple-Neck Heart Guitar"). A guitarra possui 3 braços, sendo 2 pro lado esquerdo e 1 pro lado direito. Esta guitarra foi feia sob medida pela Ibanez em 1988, quando Vai pediu um instrumento "atraente" para o videoclipe de 'Just Like Paradise', de David Lee Roth (à época, Vai era o guitarrista do David Lee Roth). O próprio Steve Vai admite que a guitarra é "estranha" e houve três encarnações do instrumento - o Red Heart original, um sobressalente chamado Red Heart II e um Purple Heart. Em Fever Dream, Vai utiliza esta última.

### Faixas
- Todas as faixas foram compostas por Steve Vai

| N.º            | Título                                                                          | Duração |  |
| 1.             | "The Blood & Tears"                                                             | 4:26    |  |
| 2.             | "The Ultra Zone (faixa instrumental)"                                           | 4:52    |  |
| 3.             | "Oooo (faixa instrumental)"                                                     | 5:12    |  |
| 4.             | "Frank (faixa instrumental)" (homenagem a Frank Zappa)                          | 5:09    |  |
| 5.             | "Jibboom (faixa instrumental)" (homenagem a Stevie Ray Vaughan)                 | 3:46    |  |
| 6.             | "Voodoo Acid"                                                                   | 6:25    |  |
| 7.             | "Windows to the Soul (faixa instrumental, com algumas pequenas partes faladas)" | 6:25    |  |
| 8.             | "The Silent Within"                                                             | 5:00    |  |
| 9.             | "I'll Be Around"                                                                | 4:57    |  |
| 10.            | "Lucky Charms (faixa instrumental)"                                             | 6:44    |  |
| 11.            | "Fever Dream (faixa instrumental)"                                              | 6:03    |  |
| 12.            | "Here I Am"                                                                     | 4:12    |  |
| 13.            | "Asian Sky (Featuring: Koshi Inaba e Tak Matsumoto)"                            | 5:34    |  |
| Duração total: | Duração total:                                                                  | 68:45   |  |

| Japan Bonus Track |                 |                |         |  |
| N.º               | Título          | Compositor(es) | Duração |  |
| 14.               | "Selfless Love" | Theresa Vai    | 3:32    |  |

## Créditos
- Steve Vai – todos os instrumentos (faixas 1, 2, 3, 6, 8, 9 & 14), todos os demais instrumentos (faixas 7, 10, 11 & 13), guitarras (faixas 4, 5 & 12), Vocais (faixa 12)
- Koshi Inaba - Vocais (faixa 13)
- Tak Matsumoto - Guitarra (faixa 13)
- Mike Keneally - teclados (faixa 7)
- John Sergio – baixo elétrico (faixa 4)
- Philip Bynoe – baixo elétrico (faixas 5,7 & 12)
- Bryan Beller – baixo elétrico (faixas 10 & 11)
- Gregg Bissonette - baterias (faixa 4)
- Mike Mangini - baterias (faixas 5, 7 & 12)
- Robin DiMaggio - baterias (faixa 10)
- Andy Cleaves - trompete (faixa 10)
- Duane Benjamin - trombone (faixa 10)
- Niels Bye Nielsen - orquestração (faixa 10)

## Paradas Musicais

### Álbum
| Ano  | Ranking           | Posição |
| ---- | ----------------- | ------- |
| 1999 | The Billboard 200 | #121    |

## Prêmios e Indicações
A canção Windows to The Soul concorreu ao Grammy de Best Rock Instrumental Performance, mas não ganhou.
| Ano  | Canção              | Prêmio        | Indicação                          | Resultado |
| ---- | ------------------- | ------------- | ---------------------------------- | --------- |
| 1999 | Windows to The Soul | Grammy Awards | Best Rock Instrumental Performance | Indicado  |